# Hune-stenen
Hune-stenen er den ene af de to kendte runesten i Vendsyssel; den anden er Jetsmark-stenen. Man kender ikke Hune-stenens oprindelige placering. Den er første gang omtalt i 1627 af Jonas Skonvig, da den stod i kirkegårdsdiget lige over for indgangen til kirken ("ved Hune kirke hvor den sønder kirke stod" – her stod den endnu, da Wimmer undersøgte den i 1878). I dag står den i våbenhuset, hvor den er sat så dybt i gulvet, at de to første runer i indskriftens nederste venstre hjørne hu ikke er synlige.

## Indskriften
Indskriften er ristet i konturordning begyndende i stenens nederste venstre hjørne. De to runesten i Jetsmark og Hune har samme runeformer og skilletegn, og da der kun er ganske få kilometer mellem de to runesten, er det meget sandsynligt, at der er tale om den samme Hove, som har rejst Jetsmark-stenen. 
| Translitteration | hufi : þurkil : þurbiurn : satu : stin : runulfs : hins : raþ:sbaka : \| : faþur : sins : |
| Transskription   | Hōfi, Þōrkæll, Þōrbiorn sattu stēn Rūnulfs hins Rāðspāka, faður sīns.                     |
| Oversættelse     | Hove, Thorkil, Thorbjørn satte deres fader Runulv den Rådsnildes sten.                    |

57°15′3.22″N 9°37′4.56″Ø / 57.2508944°N 9.6179333°Ø